# Zamieszki w Iranie (2019–2020)

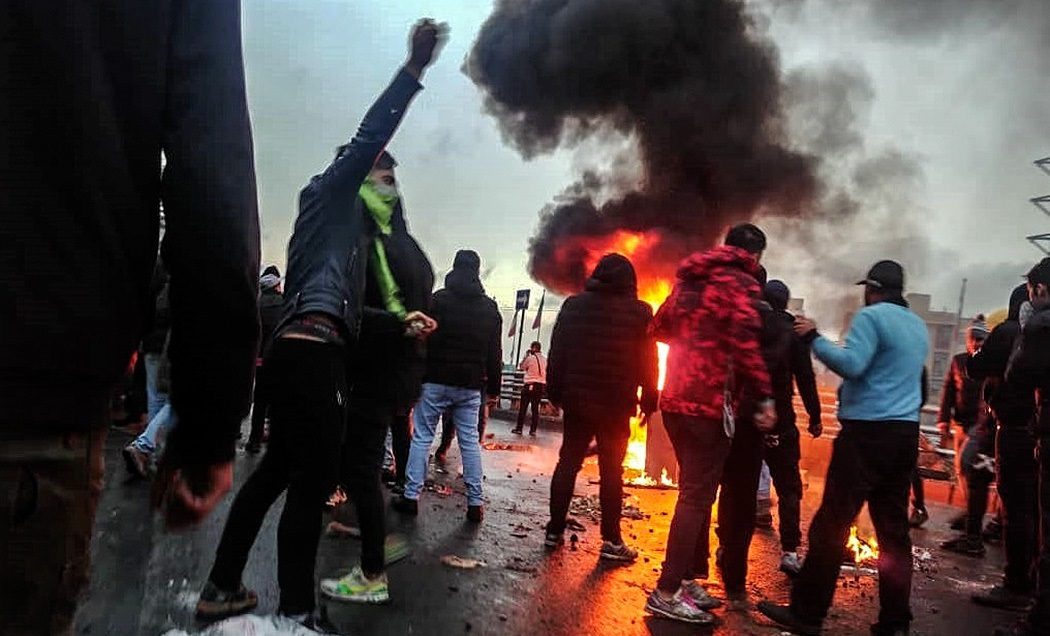
Demonstracje w Teheranie, 16 listopada 2019

Zamieszki w Iranie – protesty i zamieszki uliczne w Iranie, zaczęły się w listopadzie 2019 r., po podwyżkach cen benzyny o 50%. 
Według Amnesty International w zamieszkach w 21 miastach, w listopadzie, śmierć poniosło 106 protestujących, co czyni zamieszki z 2019 r. najbardziej krwawymi zamieszkami w Iranie od 10 lat. Prezydent Iranu Hasan Rouhani oskarżył o wywołanie zamieszek USA, Izrael i Arabię Saudyjską. W 2020 protesty nasiliły się po katastrofie lotu Ukraine International Airlines 752.